# Freie Lie-Algebra
In der mathematischen Theorie der Lie-Algebren ist eine freie Lie-Algebra bzw. frei erzeugte Lie-Algebra eine Lie-Algebra, die frei in der Kategorie der Lie-Algebren und Lie-Homomorphismen ist. Damit lassen sich Lie-Algebren mit vorgegebenen Erzeugern und Relationen konstruieren.

## Definition
Wir betrachten einen festen Körper {\displaystyle K} als Koeffizientenbereich. Zu einer vorgegebenen Menge {\displaystyle X\not =\emptyset } sei {\displaystyle A(X)} die frei erzeugte assoziative K-Algebra über {\displaystyle X}, {\displaystyle i\colon X\rightarrow A(X)} sei die Inklusionsabbildung. Durch die Lie-Klammer
{\displaystyle [a,b]:=a\cdot b-b\cdot a,\quad a,b\in A(X)}
wird {\displaystyle A(X)} zu einer Lie-Algebra. Darin sei
{\displaystyle FL(X):=\bigcap \{L|L\subset A(X){\text{ ist Lie-Unteralgebra mit }}i(X)\subset L\}}
der Durchschnitt aller {\displaystyle i(X)} enthaltenden Lie-Unteralgebren von {\displaystyle A(X)}. Dies ist nicht der Durchschnitt über eine leere Menge, denn {\displaystyle A(X)} ist eine Lie-Unteralgebra, die {\displaystyle i(X)} enthält.
{\displaystyle FL(X)} heißt freie Lie-Algebra über {\displaystyle X}.
Nach Konstruktion ist {\displaystyle i(X)\subset FL(X)}, das heißt wir können {\displaystyle i} auch als Inklusionsabbildung {\displaystyle X\rightarrow FL(X)} auffassen.

## Universelle Eigenschaft
Die freie Lie-Algebra {\displaystyle FL(X)} über {\displaystyle X} erfüllt folgende universelle Eigenschaft:
Sei {\displaystyle \theta \colon X\rightarrow L} eine Abbildung von {\displaystyle X} in eine Lie-Algebra {\displaystyle L}. Dann gibt es genau einen Lie-Algebren-Homomorphismus {\displaystyle \varphi \colon FL(X)\rightarrow L} mit {\displaystyle \varphi \circ i=\theta }.
Dies rechtfertigt die Bezeichnung freie Lie-Algebra.

## Alternative Konstruktion
Bei Bourbaki findet sich eine alternative Konstruktion der freien Lie-Algebra. Für eine nicht-leere Menge {\displaystyle X} sei {\displaystyle M(X)} das freie Magma über {\displaystyle X} und {\displaystyle \mathrm {Lib} (X)} der frei über {\displaystyle M(X)} erzeugte {\displaystyle K}-Vektorraum mit der linear von {\displaystyle M(X)} fortgesetzten Multiplikation. Darin betrachte das Ideal {\displaystyle I\subset \mathrm {Lib} (X)}, das von allen Ausdrücken der Form
{\displaystyle a\cdot a,\quad a\in \mathrm {Lib} (X)}
{\displaystyle a\cdot (b\cdot c)+b\cdot (c\cdot a)+c\cdot (a\cdot b),\quad a,b,c\in \mathrm {Lib} (X)}
erzeugt wird.
Dann heißt {\displaystyle \mathrm {Lib} (X)/I} die frei über {\displaystyle X} erzeugte Lie-Algebra.
Durch den Übergang zur Quotientenalgebra werden die aufgezählten Elemente zum Nullelement, denn sie liegen ja definitionsgemäß im Ideal {\displaystyle I}. Daher gelten in {\displaystyle \mathrm {Lib} (X)/I} die Antikommutativität und Jacobi-Identität, das heißt man erhält eine Lie-Algebra. Von dieser wird gezeigt, dass sie obige universelle Eigenschaft erfüllt. Da je zwei Lie-Algebren, die dieselbe universelle Eigenschaft in Bezug auf {\displaystyle X} erfüllen, isomorph sein müssen, kann diese Konstruktion als Alternative zur oben angegebenen betrachtet werden.

## Beispiele
Ist {\displaystyle X=\{x\}} einelementig, so ist {\displaystyle A(\{x\})} isomorph zur kommutativen  Polynomalgebra aller Polynome in der Unbestimmten {\displaystyle x}. Als Lie-Algebra ist {\displaystyle A(\{x\})} daher abelsch, das heißt jeder Untervektorraum ist eine Lie-Unteralgebra. Damit ist {\displaystyle FL(\{x\})} definitionsgemäß der kleinste Untervektorraum, der {\displaystyle i(x)} enthält, und das ist {\displaystyle K\cdot i(x)}. Also ist
{\displaystyle FL(\{x\})\cong K} die triviale eindimensionale Lie-Algebra.
Die universelle einhüllende Algebra der freien Lie-Algebra {\displaystyle FL(X)} ist isomorph zur freien assoziativen Algebra über {\displaystyle X}, in Formeln {\displaystyle {\mathcal {U}}(FL(X))\cong A(X)}.

## Erzeuger und Relationen

### Konstruktion
Sei wieder {\displaystyle X} eine nicht-leere Menge. Ein Lie-Wort über {\displaystyle X} ist eine endliche Linearkombination von endlichen Lie-Monomen, das heißt endlichen Lie-Produkten von Elementen aus {\displaystyle X}. Ein Beispiel für ein Lie-Monom ist
{\displaystyle [[[x_{1},x_{2}],x_{1}],[x_{1},x_{3}]],\quad x_{1},x_{2},x_{3}\in X},
ein Beispiel für ein Lie-Wort ist
{\displaystyle 7\cdot [[[x_{1},x_{2}],x_{1}],[x_{1},x_{3}]]-[[[[x_{1},x_{1}],x_{1}],x_{1}],x_{2}],\quad x_{1},x_{2},x_{3}\in X}.
Für eine Menge {\displaystyle R} von Lie-Wörtern über {\displaystyle X} sei {\displaystyle \langle R\rangle \subset FL(X)} das von {\displaystyle R\subset FL(X)} erzeugte Lie-Ideal. Dann heißt die Quotientenalgebra
{\displaystyle L(X;R):=FL(X)/\langle R\rangle }
die von der Menge {\displaystyle X} und den Relationen {\displaystyle R} erzeugte Lie-Algebra.
Wie bei der in der Gruppentheorie betrachteten Präsentation einer Gruppe kann man auch hier Lie-Algebren mit vorgegebenen Eigenschaften konstruieren, genauer wird jedes Lie-Wort {\displaystyle w} zu einer Gleichung {\displaystyle w=0} in {\displaystyle L(X;R)}.

### Beispiele
- {\displaystyle L(X;\emptyset )=FL(X)}, denn das von der leeren Menge erzeugte Ideal ist {\displaystyle \{0\}}.

- Sei {\displaystyle R} die Menge aller Lie-Wörter {\displaystyle [x_{1},x_{2}],\,x_{1},x_{2}\in X}. Dann ist {\displaystyle L(X;R)} die von {\displaystyle X} erzeugte abelsche Lie-Algebra, das heißt der von {\displaystyle X} frei erzeugte K-Vektorraum mit der Nullmultiplikation als Lie-Klammer.

- Es seien {\displaystyle X=\{e_{1},\ldots ,e_{n},h_{1},\ldots ,h_{n},f_{1},\ldots ,f_{n}\}} und {\displaystyle A_{i,j}} gewisse reelle Konstanten, die bei verschiedenen Indizes kleiner gleich 0 sind.

Es sei dann {\displaystyle R} die Menge der Relationen
{\displaystyle [h_{i},h_{j}]}
{\displaystyle [h_{i},e_{j}]-A_{i,j}e_{j}}
{\displaystyle [h_{i},f_{j}]+A_{i,j}f_{j}}
{\displaystyle [e_{i},f_{i}]-h_{i}}
{\displaystyle [e_{i},f_{j}]}   für   {\displaystyle i\not =j}
{\displaystyle [e_{i},[e_{i}[\ldots [e_{i},e_{j}]]]}   mit {\displaystyle i\not =j} und {\displaystyle 1-A_{i,j}} Vorkommen von {\displaystyle e_{i}}
{\displaystyle [f_{i},[f_{i}[\ldots [f_{i},f_{j}]]]}   mit {\displaystyle i\not =j} und {\displaystyle 1-A_{i,j}} Vorkommen von {\displaystyle f_{i}}
Dann spielt die Lie-Algebra {\displaystyle L(X;R)} eine wichtige Rolle im Beweis des Existenzsatzes für halbeinfache Lie-Algebren. Sind die {\displaystyle A_{i,j}} die Koeffizienten einer Cartan-Matrix, so ist {\displaystyle L(X;R)} eine endlich-dimensionale Lie-Algebra mit ebendieser Cartan-Matrix. Das ist Serre’s Beweis des Existenzsatzes. Genau diese Techniken werden auch für die Definition von Kac-Moody-Algebren verwendet.